# کوونیاس
کوونیاس (انگلیسی: Coveñas) نام شهری در کشور کلمبیا است.